# Samori Toure
Samori David Toure (Portland, 24 marzo 1998) è un giocatore di football americano statunitense che milita nel ruolo di wide receiver per i Chicago Bears della National Football League (NFL).

## Carriera

### Green Bay Packers
Al college Toure giocò a football a Montana (2016-2019) e a Nebraska (2021). Fu scelto nel corso del settimo giro (258º assoluto) del Draft NFL 2022 dai Green Bay Packers. Il 6 maggio firmò con la franchigia. Riuscì a entrare nei 53 uomini per l'inizio della stagione regolare ma fu inattivo per le prime sei partite. Debuttò il 23 ottobre 2022, ricevendo un passaggio da 4 yard nella sconfitta della settimana 7 contro i Washington Commanders. Nel turno successivo segnò il suo primo touchdown su un passaggio da 37 yard di Aaron Rodgers, nella sconfitta contro i Buffalo Bills. La sua stagione da rookie si chiuse con 5 ricezioni per 82 yard e una marcatura in 11 presenze, 2 delle quali come titolare.

### Chicago Bears
Il 29 agosto 2024 Toure firmò con la squadra di allenamento dei Chicago Bears.